# اودوبان پارک، نیوجرسی
اودوبان پارک (به انگلیسی: Audubon Park) شهری در ایالت نیوجرسی کشور ایالات متحده آمریکا است که جمعیت آن در سرشماری سال ۲۰۱۰ میلادی، ۱٬۰۲۳ نفر بوده‌است.